# دانشگاه متدیست
دانشگاه متدیست یک دانشگاه خصوصی است که به کنفرانس سالانه کارولینای شمالی کلیسای متحد متدیست وابسته است و در فایتویل، کارولینای شمالی واقع شده است. این مؤسسه توسط انجمن جنوبی کالج‌ها و کمیسیون مدارس در کالج‌ها اعتبار گرفته است.
این دانشگاه بیش از ۸۰ برنامه مقطع کارشناسی و کارشناسی ارشد، از جمله گزینه‌های سطح دکترا را در محوطه دانشگاه و آنلاین ارائه می‌دهد و ۲۲ مدرک و مدرک کاملاً آنلاین را ارائه می‌دهد. دانشگاه متدیست همچنین دارای بیش از ۸۰ باشگاه و سازمان دانشجویی، همراه با ۲۰ ورزش بین دانشگاهی NCAA است.